# Донор неизвестен (фильм)
«Донор неизвестен» (англ. Donor Unknown) — американский художественный фильм. Экранизация произведения, автор которого — Уильям Муни.

## Сюжет
Страховщик Ник Стильман (англ. Nick Stillman) продлил себе жизнь, перенеся операцию по трансплантации сердца. Позже он узнает ужасные подробности о том, что его донор был убит для того, чтобы Ник мог жить.

## В ролях
- Клэнси Браун
- Рене Карраско
- Том Кастронова
- Стивен Калп
- Джон Доумен

## Съёмочная группа
- Режиссёр: Джон Харрисон
- Продюсер: Дэвид Р. Гинсбург, Лиэнн Мур, Том Патриция
- Сценарист: Уильям Муни (роман), Джон Харрисон
- Композитор: Дэвид Берго
- Оператор: Золтан Дэвид